# Antje Westermann
Antje Westermann (* 13. September 1971 in Dresden) ist eine deutsche Schauspielerin.

## Leben
Westermann absolvierte ihre Schauspielausbildung von 2014 bis 2017 an der MFA – München Film Akademie.
Sie ist im Theater, Fernsehen und Kino zu sehen und gewann 2001 den Deutschen Filmpreis als beste Nebendarstellerin in Gran Paradiso. Sie war mit Boris Aljinovic liiert, mit dem sie einen gemeinsamen Sohn hat.

## Filmografie (Auswahl)
- 1994: Angst
- 1995: Kinder des Satans
- 1996: Tatort – Schlaflose Nächte
- 1997: Hundert Jahre Brecht
- 1997: Lea Katz – Die Kriminalpsychologin: Das wilde Kind
- 1997: Gesches Gift
- 1998: Der Strand von Trouville
- 2000: Gran Paradiso
- 2000: Bella Block: Am Ende der Lüge
- 2000: Deutschlandspiel
- 2002: Sophiiiie!
- 2003: Wolfsburg
- 2003: Mein Name ist Bach
- 2004: Wer küsst schon einen Leguan?
- 2004: En Garde
- 2004: Tatort – Abschaum
- 2004: Tatort – Der vierte Mann
- 2007, 2013: Notruf Hafenkante (Fernsehserie, verschiedene Rollen, 2 Folgen)
- 2007: Der Dicke: Falsche Fährten
- 2008: Tatort – Waffenschwestern
- 2009: Rapunzel
- 2012: Mord in Ludwigslust
- 2016: Tatort – Fünf Minuten Himmel
- 2018: Holy Spirit
- 2019: Wie gut ist deine Beziehung?
- 2020: Frühling – Liebe hinter geschlossenen Vorhängen
- 2023: SOKO Wismar: Schiff ahoi